# Ngựa tay quay

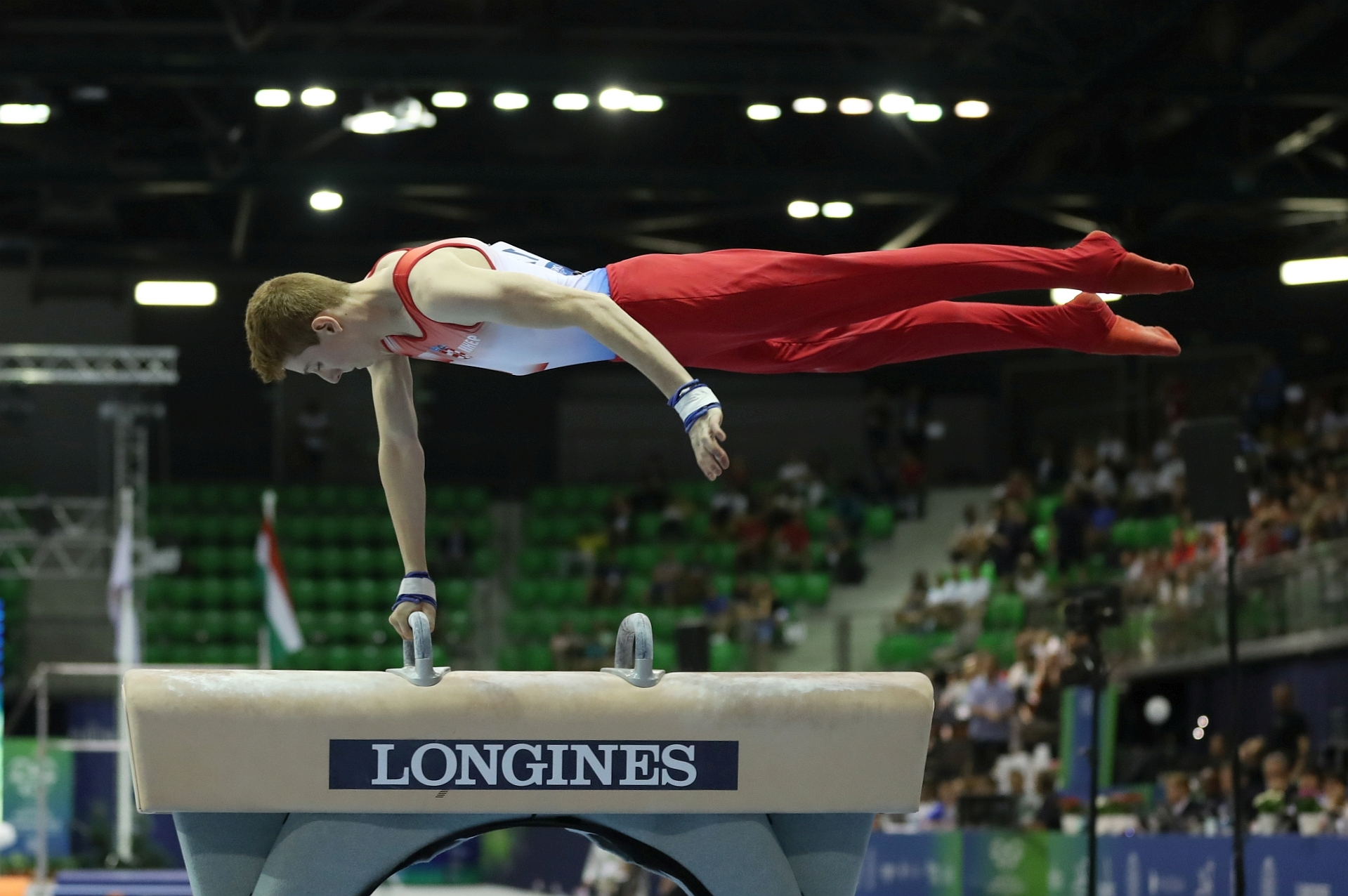
Một vận động viên đang thực hiện bài thi Ngựa tay quay.

Ngựa tay quay là một nội dung thi đấu chỉ dành cho nam thuộc môn Thể dục nghệ thuật trong Thể dục dụng cụ với dụng cụ là một khung thân kim loại được bọc bởi cao su và da cùng hai tay nắm bằng nhựa.

## Lịch sử
Bài thi Ngựa tay quay có nguồn gốc từ La Mã cổ đại, họ sử dụng ngựa gỗ để dạy kĩ thuật lên và xuống ngựa. Sau đó bài thi này được đưa vào Thế vận hội Cổ đại. Các bài tập cơ bản hiện đại được xây dựng vào đầu thế kỉ 19 bởi Friedrich Ludwig Jahn, người sáng lập câu lạc bộ thể dục dụng cụ Đức Turnverein.

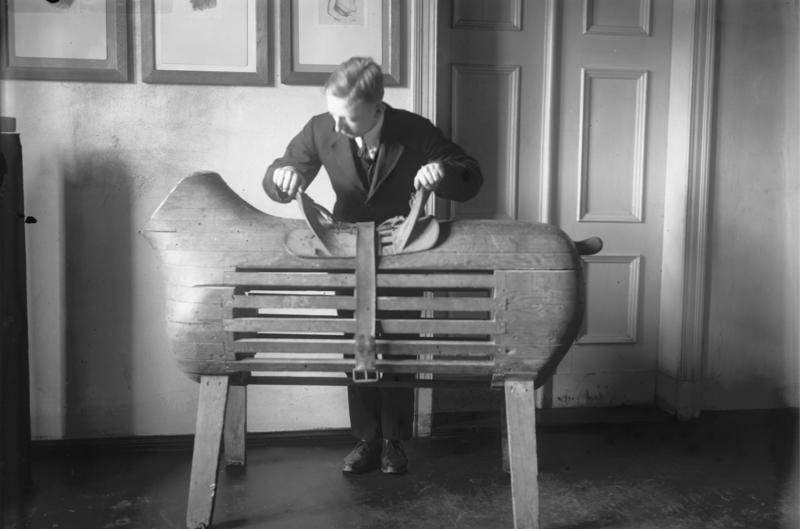
Một ngựa tay quay sơ khai

## Kích thước dụng cụ thi đấu
Kích thước Ngựa tay quay được công bố bởi Liên đoàn Thể dục dụng cụ Quốc tế như sau:'
- Độ cao từ mặt sàn đến mặt cao nhất: 115 cm ± 1 cm
- Độ dài ở phía trên: 160 cm ± 1 cm
- Độ dài ở phía dưới: 155 cm ± 1 cm
- Độ rộng ở phía trên: 35 cm ± 1 cm
- Độ rộng ở phía dưới: 30 cm ± 1 cm
- Chiều cao của tay nắm: 12 cm ± 0,5 cm
- Khoảng cách giữa hai tay nắm: 40 cm - 45 cm (có thể thay đổi)

## Kĩ thuật thi đấu
Một bài thi ngựa tay quay thông thường bao gồm cả kĩ thuật một chân và cả hai chân. Các kĩ thuật một chân thường được thể hiện dưới dạng cắt kéo. Dù sao kĩ thuật hai chân mới là phần chính của bài thi này, trong đó người vận động viên thể dục quay cả hai chân theo một đường tròn (cùng hay ngược chiều kim đồng hồ tùy theo ý muốn) và thể hiện những kĩ năng đó trong mọi phần của bài thi. Để làm bài thi có độ khó cao hơn, các vận động viên sẽ thường thêm nhiều dạng động tác khác nhau cho một kĩ năng quay tròn thông thường bằng cách đổi hướng, đứng giạng chân, nắm một hay cả hai tay trên các tay nắm hoặc chuyển động lên xuống ngựa và giữ tay trên tay nắm. Bài thi kết thúc khi người vận động viên thực hiện động tác xuống ngựa, bằng cách quay người trên ngựa hoặc hạ xuống sàn bằng cách trồng chuối.